# Jeroen Piket
Jeroen Piket (né le 27 janvier 1969 à Leyde aux Pays-Bas) est un grand maître néerlandais du jeu d'échecs.

## Carrière
Piket a obtenu le titre de grand maître en 1989 et a remporté le championnat national à quatre reprises, en 1990, 1991, 1992 et 1994. Il remporta le tournoi de Groningue 1992, le tournoi d'échecs de Dortmund 1994 et celui de Tilburg en 1996, ex æquo avec Boris Guelfand. Il décrocha également une deuxième place au tournoi de Wijk aan Zee en 1997. Il fait match nul avec Anatoli Karpov en 1997 à Monaco (toutes les huit parties se terminèrent par la nullité). L'année suivante, il remporte un tournoi organisé par kasparovchess.Com, triomphant de Garry Kasparov en finale.
Piket ne joue plus en tournoi depuis 2001, moment où il est engagé comme secrétaire personnel du milliardaire néerlandais Joop van Oosterom, futur champion du monde par correspondance.
Il a obtenu son classement Elo maximal de 2670 en janvier 1995.